# Stygodiaptomus kieferi
Stygodiaptomus kieferi là một loài động vật giáp xác thuộc họ Diaptomidae. Đây là loài đặc hữu của Bosnia và Herzegovina.